# Фадрике Кастильский
Фадрике Кастильский (исп. Fadrique de Castilla; 1223 — 1277) — кастильский инфант, сеньор де Санлукар-де-Альбайда, Хельвес, Хисират, Абулхинар, Альпечин, Камбульон, Бренес, Риасуэла и Ла-Альгеба в Андалусии (1248—1269, 1272—1277). Был тайно убит по приказу старшего брата короля Альфонсо X.

## Биография
Родился в 1223 году в Гвадалахаре. Второй сын Фердинанда III (1199—1252), короля Кастилии с 1217 года и Леона с 1230 года, от его первой жены, Беатрис Швабской (1203—1235).
Вместе с братьями участвовал в военных кампаниях своего отца против мавров.
В 1240 году инфант Фадрике был послан своим отцом ко двору императора Священной Римской империи и короля Сицилии Фридриха II Гогенштауфена, чтобы добиваться получения наследства своей матери Беатрис, умершей в 1235 году. Фадрике находился при дворе императора несколько лет, участвуя в его военных действиях, предпринятых против Ломбардии и папства. В 1245 году инфант Фадрике вернулся в Кастилию, где оказал помощь своему отцу во время осады Хаэна, который капитулировал через год.
В 1257 году инфант Фадрике попытался получить руку принцессы Кристины Норвежской (1234—1262), дочери короля Хакона IV, которая затем вышла замуж за его младшего брата, Филиппа Кастильского.
После завоевания Севильи инфант Фадрике, недовольный правлением своего старшего брата Альфонсо X, возможно, участвовал в восстании своего брата Энрике в 1255 году.
В 1260 году инфант Фадрике был изгнан из Кастилии и присоединился к своему младшему брату Энрике в качестве странствующего рыцаря в Тунисе, где в течение нескольких лет находился на службе хафсидского султана Мухаммада аль-Мустансира и сражался против его врагов.
Позднее инфант Фадрике поступил на службу к королю Сицилии Манфреду и на его стороне участвовал в битве при Беневенто в 1266 году. После поражения Манфреда и победы графа Карла Анжуйского Фадрике Кастильский вернулся в Тунис.
В 1267 году во время антианжуйского восстания на Сицилии братья Фадрике и Энрике Кастильские выступили на стороне Конрадина, герцога Швабии. Фадрике Кастильский вернулся на Сицилию, где стал агитировать за Конрадина, а его брат Энрике действовал за Конрадина в Риме. После поражения Конрадина в битве при Тальякоццо в 1268 году и пленения Энрике в Каноза-ди-Пулья инфант Фадрике также вынужден был сдаться анжуйцам в Агридженто. Инфант Фадрике Кастильский не был заключен в тюрьму, ему разрешили вернуться в Тунис.
В 1270 году Фадрике участвовал на стороне Хафсидов в отражении Восьмого крестового похода.
В 1272 году инфант Фадрике примирился с королем Кастилии Альфонсо X, вернулся на родину и стал одним из советников старшего брата. В 1277 году инфант Фадрике участвовал в заговоре, касающемся престолонаследия, и был тайно казнен своим старшим братом, королем Кастилии Альфонсо X, в Бургосе. Он был похоронен в монастыре Святой Троицы в Бургосе.

## Браки и дети
Во время одной из своих поездок в Италию Фадрике Кастильский был женат первым браком на знатной итальянке Беатрис де Малеспина, дочери маркиза Малеспина. У супругов родилась единственная дочь:
- Беатрис Фадрике де Кастилия (ок. 1242—1277), 1-й супруг — Тельо Альфонсо де Менесес, сеньор де Менесес и Монтеалегре, сын Альфонсо Тельеса де Менезеса и Эльвиры Родригес-Хирон, 2-й супруг — Симон Руис де Камерос, сеньор де лос Камерос, который был казнен в 1277 году вместе с инфантом Фадрике.

В 1274 году Фадрике Кастильский во второй раз женился на Екатерине Комнине Дукене (1248—1294), дочери деспота Эпира Никифора I Комнина Дуки, и его первой супруги, Марии Дуки Ласкарис, от брака с которой детей не имел.
Также у Фадрике было несколько внебрачных детей:
- Алонсо Фадрике (ок. 1260—1297), вернулся с отцов в Испанию в 1272 году
- Фадрике Фадрике (ок. 1260 — ?), не поехал с отцом в Испанию и остался в Италии, где оставил потомство.